# Karel Mokrý
Karel Mokrý (* 7. Februar 1959) ist ein tschechischer Schachmeister.

## Leben
Mokrý erhielt im Jahr 1984 den Großmeistertitel. Mokrý nahm häufig an Meisterschaften der Tschechoslowakei, später Tschechien, teil. Er siegte im Jahr 1995.
Mokrý siegte oder belegte vordere Plätze in mehreren Turnieren: I. Platz im U-18 Turnier von Děčín (1979), II. Platz in Prag (1982), I. Platz in Karviná (1982), I. Platz in Reggio nell’Emilia (1983), I.-III. Platz in Trnava (1983), I.-II. Platz in Trnava (1984), I. Platz in Kopenhagen (1985).
Seit 1991 führt er ein Schachbuchgeschäft, erst in Bratislava und seit 1993 in Prostějov.
Nach der Auflösung der Tschechoslowakei war er zunächst für den slowakischen Schachverband gemeldet, seit 1994 ist er für den tschechischen Schachverband spielberechtigt.
Seine Elo-Zahl beträgt 2420 (Stand: Juli 2015), er wird jedoch als inaktiv geführt, da er seit dem im Juli 2006 in Minsk ausgetragenen Inautomarket Open keine gewertete Partie mehr gespielt hat. Seine höchste Elo-Zahl von 2535 erreichte er im Januar 1993.

## Nationalmannschaft
Er spielte viermal für die tschechoslowakische (1984, 1986, 1990 und 1992) und zweimal für die tschechische Nationalmannschaft (1994 und 1996) bei der Schacholympiade. 1989 nahm er mit der tschechoslowakischen Mannschaft an der Mannschaftseuropameisterschaft teil.

## Vereine
In der tschechoslowakischen Mannschaftsmeisterschaft spielte Mokrý in den Saisons 1990/91 und 1991/92 für ELAI Bratislava, in der tschechischen Extraliga spielte er in der Saison 1994/95 für den Meister ŠK Lokomotiva MONING Brno und von 1995 bis 2002 für den A64 MILO Olomouc, mit dem er 1998 tschechischer Mannschaftsmeister wurde. In der österreichischen Staatsliga A spielte er von 1990 bis 1996 für den SC Margareten, mit dem er 1993, 1994 und 1995 österreichischer Mannschaftsmeister wurde und 1993 am European Club Cup teilnahm. In der deutschen Schachbundesliga spielte er in der Saison 1994/95 für den SV Tübingen 1870. Die slowakische Extraliga gewann Mokrý 1993 mit ELAI Bratislava, am European Club Cup nahm er 1995 mit dem ŠK Slovan Bratislava teil.